# Premio Dr. Juan J. J. Kyle
El Premio "Dr. Juan J. J. Kyle" (a veces "Premio Kyle") constituye la máxima distinción de la Asociación Química Argentina. Es un premio reconocimiento por el desarrollo de las Ciencias Químicas, y se otorga, "cada cinco años, a un argentino residente en el país que por su obra en beneficio de cualquiera de las ramas de la química pura o aplicada, haya contribuido en una forma evidente y relevante al progreso de las mismas y al desarrollo de las ciencias químicas en el país".
El premio fue nombrado en honor del Dr. Juan José Jolly Kyle (1838-1922), químico pionero argentino de nacimiento escocés.
Los que lo han recibido son: 
- Eduardo G. Gros (1995)
- Pedro José Aymonino (2000)
- Héctor Norberto Torres (2005)
- Eduardo Alberto Castro (2010)
- Eduardo Charreau (2015)

## Origen
En 1927 el distinguido químico Enrique Herrero Ducloux (1877-1962) al jubilarse de sus funciones docentes fue nombrado Socio Honorario de la Asociación Química Argentina y, como era costumbre, se le ofreció un banquete en celebración. El Dr. Herrero Ducloux rogó que no se gastase dinero en eso, sino que se creara un premio en honor de su antiguo maestro el Dr. Juan J. J. Kyle, profesor de muchas generaciones de químicos, y por quien sentía gran estima. La Asociación estuvo de acuerdo y además creó otro llamado Premio "Dr. Enrique Herrero Ducloux". Al principio el Premio "Dr. Juan J. J. Kyle" se otorgaba cada cuatro años; luego, cada cinco.

## Otro premio con nombre parecido
No se debe confundir con el premio "Juan José Jolly Kyle" que se entrega anualmente en el Colegio Nacional de Buenos Aires al egresado con el mejor promedio de Química.